# سومنر شابيرو
سومنر شابيرو (بالإنجليزية: Sumner Shapiro)‏ هو ضابط أمريكي، ولد في 13 يناير 1926 في ناشوا في الولايات المتحدة، وتوفي في 14 نوفمبر 2006 في ماكلين (فرجينيا) في الولايات المتحدة.